# Liste des basiliques des Pouilles
Cette liste recense les basiliques des Pouilles, Italie.

## Liste
- Bari
  - Basilique San Nicola
  - Basilique Santa Fara
- Barletta
  - Cathédrale Santa Maria Maggiore
  - Basilique du Saint-Sépulcre
  - Basilique Saint-Dominique
- Bitonto
  - Basilique pontificale des Santi Medici
- Brindisi
  - Cathédrale de Brindisi
- Cerignola
  - Basilique Saint-Pierre l'Apostolique
- Galatina
  - Basilique Sainte-Catherine d'Alexandrie (de)
- Lecce
  - Basilique Santa Croce
  - Basilique San Domenico
- Manfredonia
  - Basilique Sainte-Marie Majeure de Siponto
- Oria
  - Basilique-cathédrale d'Oria
- Ostuni
  - Basilique-cathédrale de Sainte-Marie de l'Assomption
- San Vito dei Normanni
  - Basilique Sainte-Marie de la Victoire
- Vieste
  - Basilique-cathédrale Santa Maria Assunta